# Педро де Ампудия
Педро де Ампудия е армейски офицер, роден в Куба, но служил за Мексико.
Ампудия започва военната си кариера в испанската армия, но емигрира в Мексико, участвайки в Мексиканската война за независимост.
През 1836 година, Ампудия служи в мексиканската артилерия, участвайки в обсадата на Аламо, а по-късно в битката за Сан Якинто.
Издигнат до командващ на „Северната армия“ през 1846 година, през 1847 година е разжалван в чин от президента на Мексико – Антонио Лопес де Санта Ана, (обвинен е, че е допуснал загубата на градовете Монтерей и Сатильо) и назначен да командва малка артилерийска част. Участва в Битката при Буена Виста.
Умира през 1868 година от усложнения на наранявания, придобити в множеството битки.